# Chimera (Stargate SG-1)
Chimera (Quimera) es el decimoquinto episodio de la séptima temporada de la serie de televisión de ciencia ficción Stargate SG-1, y el episodio N.º 147 de toda la serie.

## Trama
El episodio inicia con Daniel Jackson estudiando un amuleto en su anterior trabajo el día que conoció a Sarah. Poco después se le ve durmiendo en su cama con Osiris sentada a su lado usando uno de los aparatos de leer la mente.
Samantha Carter inicia el día desayunando un bar con el que parece ser su actual novio, un policía. Esta le advierte de que todos sus anteriores novios murieron en distintas situaciones, lo cual no parece importarle y decide arriesgarse a seguir adelante con ella. Intenta convencerla para que no vaya a trabajar ese día pero esta no accede.
En la base, Daniel habla con Sam del sueño que tuvo la noche previa y de lo raro del mismo respecto a la realidad del verdadero pasado cuando se encontraba por primera vez con Sarah, pero Sam le quita importancia. A continuación el coronel O'Neill coincide con carter en el ascensor y esta empieza a tararear una canción; ante lo que O'Neill le pregunta por su actual novio, dando lugar a una situación algo incómoda para ambos.
De nuevo en su casa, mientras duerme, Daniel es sometido al control de sus sueños por Osiris. Esta vez se ve de nuevo en su estudio, en Chicago, donde le dice a Daniel que se moría de ganas por poder disfrutar de su mente. Acto seguido le desconecta y se va usando teletransporte Asgard (lo cual ve Daniel tras despertar, pero lo asume dentro del sueño sin darle mayor importancia).

Al día siguiente, mientras Carter pasea con Pete (su novio), discuten acerca de sus gustos en el mundo del cine. Poco después Pete, le hace saber a Carter que se ha cogido dos semanas de vacaciones para estar con ella y la acompaña a su casa.
En otro de sus sueños Sarah besa a Daniel y le da una tablilla escrita en lenguaje antiguo para que la estudie. Daniel se sorprende en el sueño, cuando reconoce el lenguaje.
De nuevo en el SGC, Daniel cuenta a Teal'c y Carter lo ocurrido y estos le dicen que quizás esté intentando superar metas que no consiguió o incluso recordar la traducción de la misma, que pudo conocer durante su ascensión; por lo que le animan a que, si vuelve a soñar, la traduzca. En la noche siguiente, Daniel le comenta a Sarah que en la tablilla se habla de un camino hacia una ciudad con mucho poder, donde antiguamente vivió una raza de humanos.
Al volver a su casa Sam se encuentra una rosa y una nota de Pete invitáńdola a cenar.
Daniel habla con Teal'c de sus sueños, el cual le dice que quizás sueñe con Sarah por su deseo interior de liberarla de Osiris, algo que él ve muy lejano, aunque estas palabras no parecen ayudar mucho a Daniel.
Pete va a buscar a Sam y la lleva a cenar y a continuación a bailar. Esa misma noche Daniel sueña de nuevo con Sarah, donde esta le intenta ayudar en la traducción sugiriendo que busque algo relacionado con el origen de los Stargates (pues fueron los antiguos quienes los construyeron), ante lo cual Daniel se sorprende pues Sarah nunca supo nada de su existencia. Daniel entonces se da cuenta de que esa noche (la que está viviendo en sus sueños) hace dos meses de empezar a salir con Sarah y que había quedado en ir a cenar con ella; pero mientras que en la realidad vivida por él, su olvido de la cita supuso el fin de la relación, en su sueño a Sarah no parece importarle que se haya olvidado de ese día. Es más le invita a seguir con su trabajo.
Tras la cita, Pete acompaña a Sam a su casa donde pasa la noche con ella. Al amanecer, Pete le cuenta por qué se metió a policía y los problemas que tuvo con su exmujer a raíz de su trabajo. Sam dice entenderle, pues su situación es parecida y Pete le pide que le cuente más acerca de su trabajo, pero esta se niega diciendo que no está permitido y que se arriesgaría a ponerle incluso a él en peligro; y Pete se va de la casa algo defraudado. Al salir, desde el coche llama a un amigo del FBI para que busque información sobre la Mayor.
En el SGC Daniel habla con sus compañeros de que aún no ha conseguido la ubicación de la ciudad, pero que no consigue controlar del todo sus sueños. Y que, además, la Sarah de sus sueños ansía descubrir lo que oculta la tablilla tanto, o más que Daniel. Teal'c propone que una posible causa pueda ser que Osiris esté controlando sus sueños para encontrar la ciudad, y que use tecnología Asgard (que Anubis pudo sacar de la mente de Thor) para teletransportarse. Deciden tenderle una emboscada, usando un campo para inutilizar el teletransporte Asgard
Pete es informado por su amigo del FBI que toda la información de Sam relevante ha sido borrada y sólo figura lo necesario. Sam sale de casa y Pete la sigue en su todoterreno. Ya en la base Carter intenta contactar con Pete, pero este tiene el móvil desconectado. Mientras, se preparan para la emboscada. Para ello han colocado un emisor en una furgoneta cercana a la casa de Daniel para inutilizar el teletransporte y preparado unos dardos sedantes que, dada su baja velocidad, atravesarán sin problema el escudo de fuerza que la proteja. 
O'Neill pregunta a Sam por Pete y esta le responde que no le ha dicho nada. En la furgoneta, vigilan la habitación de Daniel. En cuanto éste se duerme, Osiris aparece. Entonces O'Neill y Teal'c salen hacia la casa mientras esperan indicaciones de Carter. Mientras tanto, Pete espía desde su coche. Ya amanecido, Osiris sigue dentro. En el sueño, Daniel se rinde, y confiesa que nunca supo nada. Osiris le despierta e intenta matarlo con su aparato manual. Sam da la orden y O'Neill entra, pero es atacado por el aparato cuando intenta dispararla el dardo y cae, inconsciente, al suelo. Osiris intenta huir con el aparato Asgard, pero no puede, por lo que sale por la puerta, topándose con Teal'c, a quien elude. Sam, entonces sale de la furgoneta a la caza de Osiris. Pete la sorprende y Sam le dice que porqué ha ido allí. Sin dar tiempo a que responda, Osiris empieza a atacarlos y se esconden detrás de la furgoneta. Teal'c va en busca de Jack y Daniel quienes le dicen que están bien y que salga a por Osiris. Mientras, fuera, Pete descubre que no tiene nada que hacer contra los escudos de Osiris, y esta opta por volar por los aires la furgoneta disparando al tanque de gasolina, pero nuestros amigos logran apartarse a tiempo. O'Neill, ya recuperado, dispara un dardo a Osiris y esta cae dormida. Pete está herido, y Sam le promete que si sale adelante le confesará todo acerca de su trabajo.
Ya en el SGC, los Tok'ra extraen al Goa'uld de Sarah, quien se disculpa ante Daniel por todo. Pete se recupera en su cama, y Sam le obsequia con una foto del día que estuvieron bailando. A continuación, Sam le cuenta todo a Pete.

## Artistas invitados
- Anna-Louise Plowman como Sarah Gardner/Osiris.
- David DeLuise como Pete Shanahan.
- Paul Jarrett como el Agente Especial Dave Farrity.